# Nav Canada
Nav Canada (stylisé NAV CANADA) est une société sans capital-actions canadienne, du secteur privé mais à but non lucratif, qui est chargé du contrôle sécuritaire du trafic aérien civil dans l'espace aérien canadien, ainsi que du soutien à la planification des vols. Nav Canada est un prestataire de services de navigation aérienne (ANSP) membre du CANSO.
L'organisation a été formée en 1996 à la suite de la décision du gouvernement canadien de départir Transports Canada de ses responsabilités en matière de contrôle aérien et d'administration des aéroports afin que le ministère se consacre exclusivement aux aspects réglementaires. Nav Canada reçoit ses fonds exclusivement des utilisateurs et son quartier général est à Ottawa (Ontario).

## Histoire
Nav Canada fut créée le 1er novembre 1996 lorsque le gouvernement a vendu les services de navigation aérienne du pays de Transports Canada à la nouvelle entité privée à but non lucratif pour 1,5 milliard de dollars canadiens en réponse à un certain nombre de problèmes liés à l'exploitation des installations de contrôle de la circulation aérienne et de navigation aérienne de TC. Bien que le dossier de sécurité et le personnel opérationnel de TC étaient sans reproche, son infrastructure était vieillissante et avait besoin d'une mise à jour sérieuse à un moment de restriction gouvernementale. Cela entraînait des retards pour les compagnies aériennes et des coûts supérieurs à la taxe sur les billets d'avion, une taxe ciblée censée financer le système. Le gel des salaires imposé par le gouvernement entraîna aussi une pénurie de contrôleurs de la circulation aérienne difficile à traiter au sein d'un ministère gouvernemental.
Étant donné que TC était en même temps le fournisseur de services, l'organisme de réglementation et l'inspecteur de ceux-ci, il y avait également conflit d'intérêts. Les pressions exercées par les compagnies aériennes sur le gouvernement se sont accrues pour trouver une solution au problème qui nuisait aux résultats financiers de l'industrie aérienne. Un certain nombre de solutions furent envisagées, notamment la création d'une société de la Couronne, mais rejetée en faveur de la privatisation pure et simple. La nouvelle société fut formée d'un fonds sans capital-actions et sans but lucratif dirigé par un conseil d'administration initialement nommé et maintenant élu.
Pour faire face à l'ancienne infrastructure achetée au gouvernement canadien, la société a réalisé des projets tels que la mise en œuvre d'un système de multilatération à grande échelle, le remplacement de 95 installations d'atterrissage aux instruments par de nouveaux équipements, de nouvelles tours de contrôle à Toronto, Edmonton et Calgary, la modernisation du centre de contrôle aérien de Vancouver et construction d'un nouveau centre logistique.

## Structure
Nav Canada est dirigée par un Conseil d'administration constitué de 15 personnes en tout dont 10 sont nommées par les quatre membres fondateurs de la Société : les transporteurs aériens (4), l'aviation générale et commerciale (1), le gouvernement fédéral (3) et les agents de négociation (2). Il y a également quatre administrateurs indépendants qui sont nommés par le Conseil et qui n'ont aucun lien avec les groupes d'intervenants. Le président et chef de la direction de la Société est également un administrateur.
Les revenus de la société proviennent principalement des frais de service facturés aux exploitants d'aéronefs qui s'élèvent à environ 1,2 milliard $CA par année. Nav Canada tire également des revenus du développement et de la vente de technologies et de services connexes à d'autres fournisseurs de services de navigation aérienne dans le monde. Il a aussi des sources de revenu plus modestes, comme effectuer des travaux d'entretien pour d'autres fournisseurs de services de navigation aérienne et effectuer des locations auprès du centre de formation de Nav Centre à Cornwall (Ontario). La Société a actuellement en circulation des obligations et des bons à moyen terme d’une valeur de 2,175 milliards de dollars. De 1997 à 2006, Nav Canada a réduit ses coûts d'exploitation annuels de 100 millions de dollars grâce à une restructuration.

## Aménagements et effectifs
Nav Canada emploie environ 5 000 personnes dont 2 000 contrôleurs aériens, 800 spécialistes de l'information de vol et 700 techniciens.
Les opérations de Nav Canada incluent, :
- Environ 1 400 aides au sol pour la navigation aérienne ;
- 55 stations d'information de vol ;
- 5 centres d'information de vol à Kamloops, Whitehorse, Edmonton, London, Québec ;
- 42 tours de contrôle ;
- 50 stations radio d'aérodrome communautaire (CARS) qui fournissent des renseignements météorologiques dans le Grand Nord canadien ;
- 45 stations radar
- 7 centres de contrôle aérien régionaux à Vancouver (CZVR), Edmonton (CZEG), Winnipeg (CZWG), Toronto (CZYZ), Montréal (CZUL), Moncton (CZQM) et Gander (CZQX) ;
- 1 centre national des opérations à Ottawa ;
- un centre de formation et de conférence à Cornwall (Ontario).